# Heteromysinae
Heteromysinae é uma subfamília de crustáceos misticetos predominantemente marinhos da família Mysidae. O nome vem do gênero Heteromysis [en] e descreve a diferenciação dos pereópodos (apêndices torácicos [en]) no tipo gênero. Entretanto, nem todos os membros da subfamília compartilham essa característica, os Heteromysines são distribuídos globalmente e incluem cerca de 150 espécies, divididas em três tribos: Heteromysini, Harmelinellini e Mysidetini.